# Чемпионат России по конькобежному спорту 1897
Чемпионат России по конькобежному спорту в классическом многоборье 1897 года — девятый чемпионат России, который прошёл 15 февраля 1897 года в Москве на катке Нижне-Пресненского пруда. В первенстве принимали участие только мужчины — 4 конькобежца.
Звание чемпиона России не присуждено. Первое место на дистанции 1500 метров завоевал финский конькобежец Густаф Эстландер. На 5-километровой дистанции сильней всех был А. Ягер (по другим источникам — А. Богданов).
С 1895 года чемпион определялся по итогам выступления на двух дистанциях 1500 и 5000 метров. Забеги осуществлялись парами. Для завоевания звания чемпиона России необходимо было победить на обеих дистанциях.

## Результаты чемпионата
| место     | спортсмен        | город  | 1500 м     | 5000 м      |
| --------- | ---------------- | ------ | ---------- | ----------- |
| без места | Густаф Эстландер | -      | 2.58,0 (1) | 10.49,7 (3) |
| без места | Анатолий Сладков | Москва | 3.04,0 (3) | 10.38,0 (2) |
| без места | Эмиль Хелин      | -      | 3.02,0 (2) | 10.50,0 (4) |
| без места | А. Ягер          | Москва | -          | 10.37,2 (1) |